# Osada Shinya
Shinya Osada (sinh ngày 26 tháng 9 năm 1980) là một cầu thủ bóng đá người Nhật Bản.

## Sự nghiệp câu lạc bộ
Shinya Osada đã từng chơi cho Verdy Kawasaki.